# ГЕС Lower Notch
ГЕС Lower Notch – гідроелектростанція у канадській провінції Онтаріо. Знаходячись після малої ГЕС Ragged Chute (7 МВт), становить нижній ступінь каскаду на річці Монреаль, правій притоці Оттави (впадає ліворуч до річки Святого Лаврентія, котра дренує Великі озера). 
В межах проекту Монреаль всього за кілометр від устя перекрили насипною греблею довжиною біля 0,85 км, яка утримує водосховище, витягнуте по долині річки більш ніж на два десятки кілометрів. Від греблі по висотах лівобережжя прокладено підвідний канал довжиною 0,7 км, котрий завершується водоскидом та водозабірною спорудою, від якої до розташованого на березі Оттави машинного залу спускаються два напірні водоводи. 
Основне обладнання станції, введеної в експлуатацію у 1971 році, становлять дві турбіни потужністю по 137 МВт.
Можливо відзначити, що назва Монреаль доволі поширена в Канаді, зокрема, в тій же провінції Онтаріо є притока озера Верхнє з таким саме найменуванням, на якій створений свій каскад (ГЕС Мак-Кей та інші).